# Договор о дружбе, сотрудничестве и взаимной помощи между СССР и Финляндией

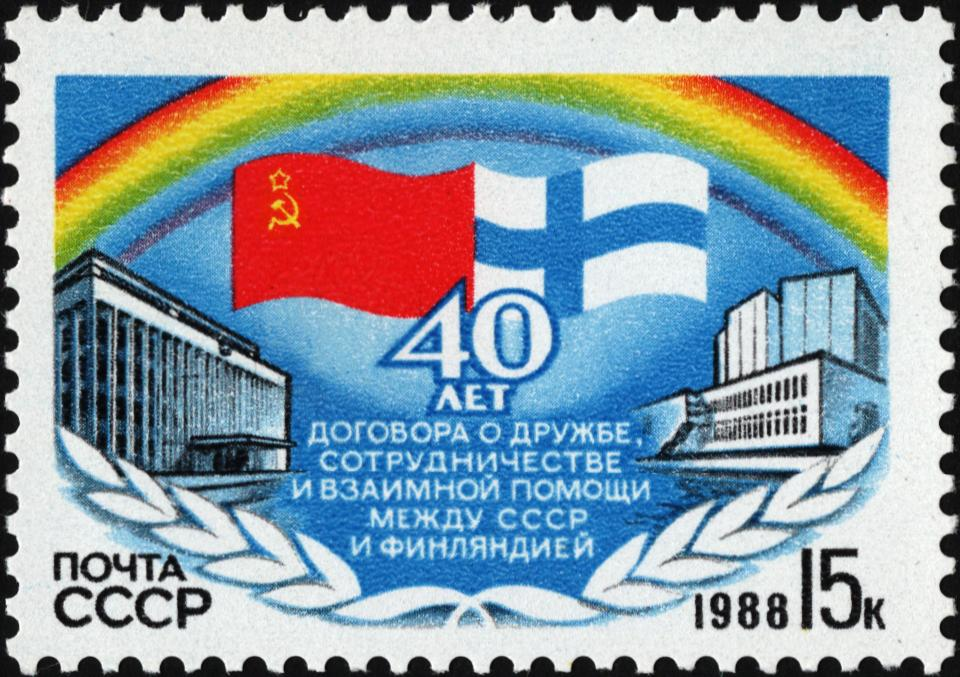
Почтовая марка СССР 1988 года, посвящённая 40-летию подписания ДСП-договора

Договор о дружбе, сотрудничестве и взаимной помощи, сокр. ДСП-договор (фин.   Sopimus ystävyydestä, yhteistoiminnasta ja keskinäisestä avunannosta, Сопимус юстявююдестя, юхтейстойминнаста я кескиняйсестя авунанноста; YYA-sopimus, ЮЮА-сопимус) — документ, оформивший создание военного союза между Советским Союзом и Финляндией с 1948 по 1992 год.
Договор с Финляндией был подписан 6 апреля 1948 года. До этого аналогичные соглашения были достигнуты с Венгрией и Румынией, таким образом, Финляндия стала последней из трёх стран, граничивших с Советским Союзом и воевавших против Советского Союза на стороне национал-социалистической Германии.
Согласно статье 8, действие Договора распространялось на 10 лет со дня вступления его в силу. Но так как Договор удовлетворял интересам сторон, то его действие трижды продлевалось на 20-летний срок: в 1955, 1970 и 1983 годах.
Ключевым положением Договора стало установление военной кооперации между двумя странами на случай «военной агрессии со стороны Германии или любого союзного с ней государства» (статья 1). Другими словами, это означало, с 1949 года западной Германии, а также из Восточной Германии, а также с 1955 года Организация Североатлантического договора (НАТО), но Варшавского договора и самого Советского Союза, тоже. При этом, Финляндия сохраняла определённый суверенитет в вопросах обороны, так как совместные военные действия осуществлялись бы только после двухсторонних консультаций (статья 2). Финляндия, «верная своему долгу самостоятельного государства», должна была сохранять нейтралитет и неприкосновенность своей территории на суше, на море и в воздухе. В связи с этим, Советский Союз гарантировал отсутствие военной угрозы со стороны Финляндии, где потенциально могли быть размещены военные базы стран Запада.
Также каждая из сторон обязалась не заключать каких-либо союзов или участвовать в коалициях, направленных против другой стороны (статья 4).
Договор был главным вектором во внешней политике президентов Ю. К. Паасикиви (1946—1956) и Урхо Кекконена (1956—1982).
20 января 1992 года взамен договора 1948 года был подписан Договор между Российской Федерацией и Финляндской Республикой об основах отношений, который действует и в настоящее время.